# نظام ترايدان المعدل
يُعرف نظام ترايدان المعدل بأنه مخطط تسمية الأسنان يمكن استخدامه على نطاق واسع في أنواع الحيوانات المختلفة. واكتسب البرنامج الآن قبولاً واسعًا، ويستخدمه الجراحون البيطريون في جميع أنحاء العالم.
ويأخذ كل سن ثلاثة أرقام.
الرقم الأول يتعلق برباعية الفك التي تقع الأسنان بها.
الأيمن العلوي: 1
الأيسر العلوي: 2
الأيسر السفلي: 3
الأيمن السفلي: 4
إذا كان سنًا لبنيًا تتم الإشارة إليه، فسيتم استخدام رقم مختلف على النحو التالي.
الأيمن العلوي: 5
الأيسر العلوي: 6
الأيسر السفلي: 7
الأيمن السفلي: 8
يشير الرقم الثاني والثالث إلى موقع السن من الأمام إلى الخلف (أو منقاري إلى ذيلي).
ويبدأ هذا من 01 إلى 11 بالنسبة للعديد من الأنواع استنادًا إلى العدد الإجمالي للأسنان.
وللرسم التخطيطي لنظام ترايدان المعدل في الكلاب، انظر .
وفيما يلي رسم تخطيطي لنظام ترايدان المعدل في الأحصنة.

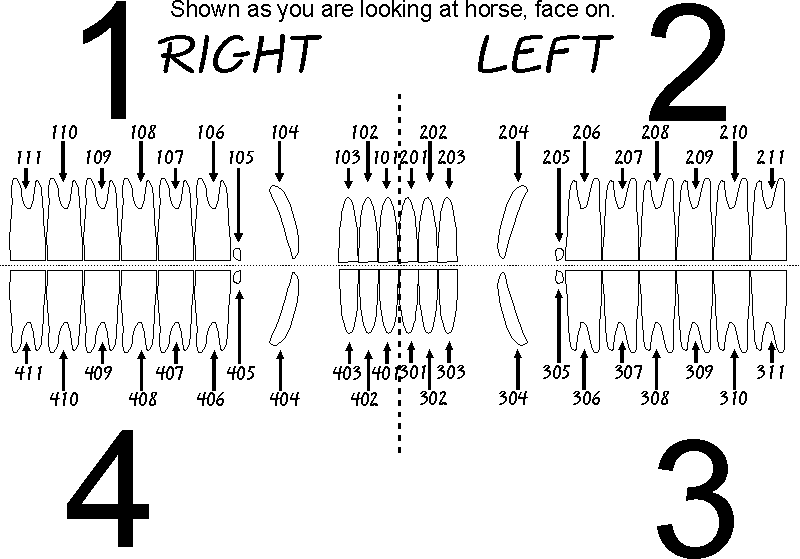
نظام ترايدان المعدل لتسمية الأسنان في الخيل.

## وصلات خارجية
- Royal Veterinary College Modified Triadan System: Tooth Numbering in the Dog